# 黃鶴頂蘭
黃鶴頂蘭又可稱黄花鹤顶兰（学名：Phaius flavus）为蘭科鶴頂蘭屬下的一个种。

## 扩展阅读
- 維基物種上的相關：黃鶴頂蘭